# The Good Earth (Album)
The Good Earth ist das fünfte veröffentlichte Musikalbum der britischen Rockband Manfred Mann’s Earth Band. Es wurde im Studio The Workhouse in London aufgenommen und erschien 1974.

## Das Album
The Good Earth enthält eine für die Earth Band typische Mischung aus Coverversionen und eigenen Titeln. Bei den Coverversionen handelt es sich um einen Song von Gary Wright und zwei Titel geschrieben von Mike Rudd, des Gitarristen der australischen Progressive Rock Band Spectrum. Der Song Be Not Too Hard ist eine Vertonung des gleichnamigen Gedichts des britischen Dichters Christopher Logue durch Mick Rogers, das zuvor bereits von Donovan musikalisch umgesetzt wurde und in dessen Version von Joan Baez gesungen wurde. Kommerziell war das Album eher enttäuschend und erreichte in den USA nur Platz 157 der Musikcharts, wobei dort auch auf eine Singleauskopplung gänzlich verzichtet wurde.

## Künstlerische Gestaltung
Das Albumcover zeigt ein quadratisches, abgestochenes Stück Blumenwiese von etwa 30 cm Kantenlänge (entsprechend einem Fuß) mit Wildblumen mit bunten Blüten in Rot, Lila und Weiß, Gräsern, Kräutern, Erdkrume und einigen Schnecken. Der Albumtitel "The Good Earth" ist in großen, grün-lila Buchstaben rechts oben auf dem Cover platziert, während der Bandname "Manfred Mann's Earth Band" darüber in einer klaren, roten Schrift steht.
Verbunden mit dem Kauf des Albums war die Möglichkeit, sich per Kupon, der auf der Innenhülle (USA: Außenhülle) abgedruckt war, für die Rechte an einem Stück Land in der Größe eines Quadratfußes (ca. 0,09 m2) registrieren zu lassen. Eine Registrierung war bis zum 31. Dezember 1975 möglich. Die Gesamtfläche aller registrierten Einzelstücke des sich in der Nähe des Dorfes Llanfrechfa in Wales befindlichen Stück Lands wurde dann unter besonderen Schutz gestellt und verblieb unangetastet. Dies gibt dem Albumtitel eine besondere Bedeutung und die Band greift hier Mitte der 1970er Jahre das Thema Umweltschutz recht früh auf.

## Rezeption
Robert Christgau befindet das Album zwar als zugänglicher als seinen Vorgänger, vergibt aber lediglich eine eher moderate Note von "B-". Er empfindet lediglich die Stücke I'll Be There (sic) und Be Not Too Hard erwähnenswert.
Bruce Eder von allmusic beschreibt die Band als sich zwischen Hard Rock, britischen Bluesrock-Einflüssen und Progressive Rock bewegend. Zwar seien einige weniger ambitionierte Stücke entbehrlich (genannt wird I'll Be Gone) aber bei anderen griffen die besten musikalischen Instinkte der Band und führten dann zu hörenwerten Ergebnissen, für die sich auch King Crimson oder Be-Bop Deluxe nicht schämen müssten. Die Band dränge an die Spitze ihrer einzigartigen Marke von Progressive/Hard Rock. Das Album erhält hier dreieinhalb von fünf möglichen Sternen.

## Titelliste
Seite 1
1. Give Me the Good Earth (Gary Wright) – 8:30
2. Launching Place (Mike Rudd) – 5:50
3. I'll Be Gone (Mike Rudd) – 3:39

Seite 2
1. Earth Hymn (Manfred Mann, Chris Slade) – 6:18
2. Sky High (Manfred Mann, Mick Rogers) – 5:14
3. Be Not Too Hard (Mick Rogers, Christopher Logue) – 4:11
4. Earth Hymn Part 2 (Manfred Mann, Chris Slade) – 4:15